# Андорра на літніх Олімпійських іграх 1976
Андорра брала участь у Літніх Олімпійських іграх 1976 року у Монреалі (Канада), але не завоювала жодної медалі. Країну представляли 3 спортсмени (3 чоловіки) у двох видах спорту.

## Результати змагань

### Бокс
- Жоан Клауді Монтане
Напівважкавага — 9 місце

### Стрільба
- Жоан Томас
Трап — 33 місце

- Естеве Долса
Трап — 35 місце